# پایگاه داده جهانی گونه‌ها
یک پایگاه داده جهانی گونه‌ها (به انگلیسی: Global Species Database) یک فهرست دیجیتالی از جانداران است که اغلب حول یک هدف حفاظتی برای جانداران مورد علاقه تعریف می‌شود. پایگاه داده جهانی گونه‌ها تلاش می‌کنند تا در سطح جهانی گونهها را در پارامترهای گنجاندن خود در برابر پایگاه‌های داده گونه‌های محلی شامل شوند. پایگاه‌های داده جهانی گونه‌ها هدف مشخصی دارند، SPECIESDAB یک پایگاه داده جهانی گونه‌ها برای گونه‌های ماهیان باارزش اقتصادی است، در حالی که پایگاه داده ماهی بر روی ماهیان باله‌دار بدون توجه به پتانسیل انسانی آنها برای بهره‌برداری تمرکز می‌کند. تلاش‌هایی برای ایجاد پایگاه داده جهانی گونه‌ها برای گونه‌های منقرض‌شده مانند تریلوبیت‌ها انجام شده‌است. یک پایگاه داده جهانی گونه‌ها می‌تواند از نظر دامنه طبقه‌بندی گسترده باشد، مانند بانک جلبک‌ها به‌طور جامع شامل جلبک‌ها و علف‌های دریایی از کل سیاره، یا باریک‌مانند پایگاه داده و سرویس اطلاعات بین‌المللی حبوبات، یک پایگاه داده جهانی گونه‌ها برای اعضای یک خانواده گیاهی باقلاییان است.